# Tamano
Tamano (jap. 玉野市, -shi) ist eine Stadt in der japanischen Präfektur Okayama.

## Geographie
Tamano liegt südlich von Okayama an der Seto-Inlandsee.

## Geschichte
Tamano war bis zur Meiji-Zeit ein Fischereihafen und bekannt für Salzgewinnung. Ab dem frühen 20. Jahrhundert diente es als Hafen für Uno, was eine Verbindung mit Shikoku war. Außerdem existierte Schiffsbau. Tamano erhielt am 3. August 1940 Stadtrecht.
Mit der Eröffnung der Brücke zwischen der Hauptinsel und Shikoku und dem Niedergang des Schiffsbaues entwickelte sich der Ort zu einem Erholungsgebiet.

## Wirtschaft
Es gibt die Wirtschaftszweige wie Kupfergewinnung und die Herstellung von Schuluniformen.

## Sehenswürdigkeiten

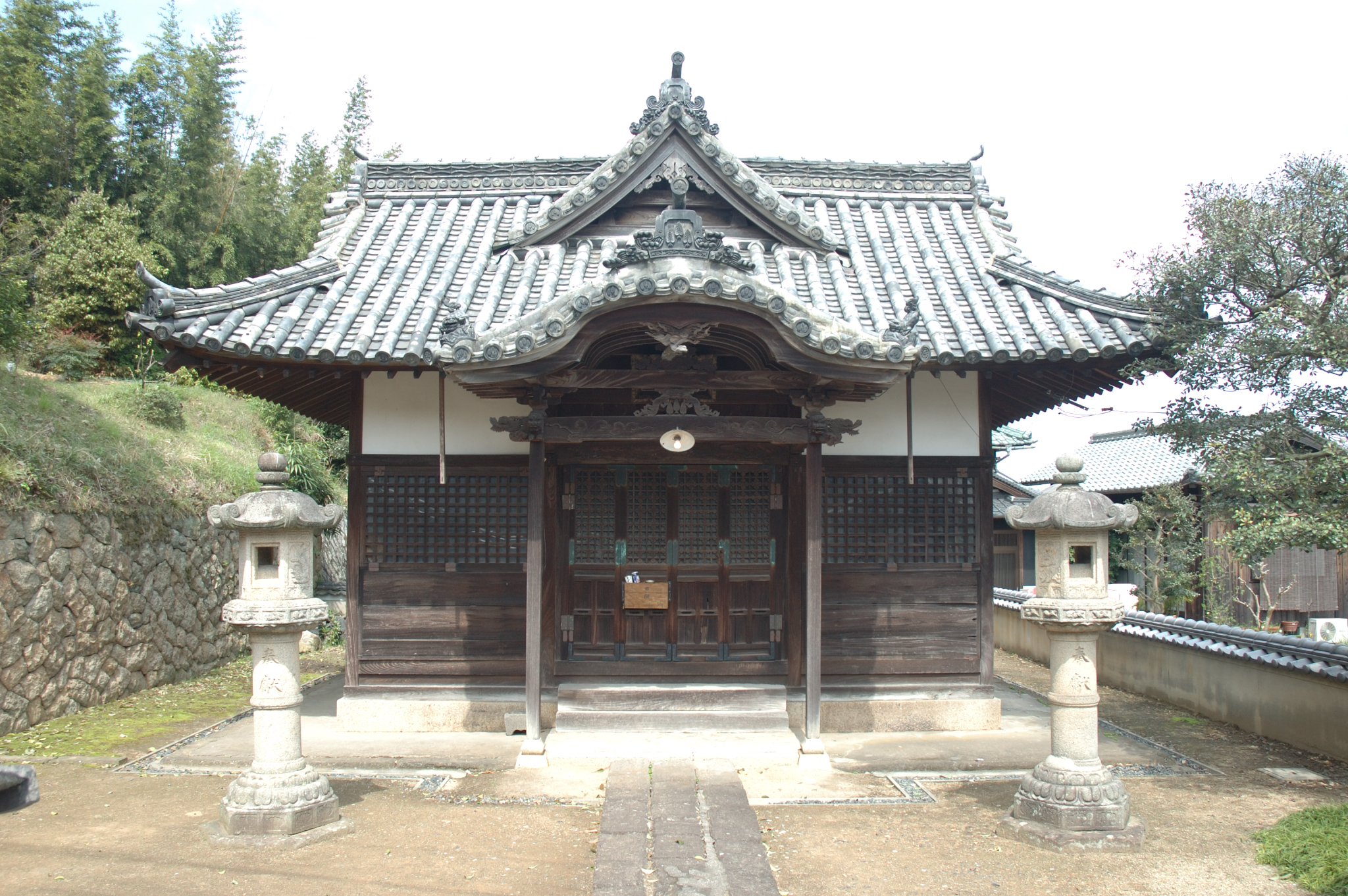
Gedenkstätte für Togawa Hideyasu

In Tamano liegt der Kojima-See (児島湖, Kojima-ko) und die Burg Tsuneyama (常山城, Tsuneyama-jō).

## Verkehr
Die Stadt liegt an der Nationalstraße 30 nach Okayama und Takamatsu und an der Nationalstraße 430. Der Bahnhof liegt an der JR Uno-Linie.

## Städtepartnerschaften
- Okaya, Japan, seit 1980
- Tongyeong, Südkorea, seit 1981
- Jiujiang, Volksrepublik China, seit 1996
- Gloucester, Vereinigte Staaten, seit 2004

## Angrenzende Städte und Gemeinden
Tamano grenzt an Okayama und Kurashiki.